# The Reformation of Calliope (pel·lícula de 1913)
The Reformation of Calliope és una pel·lícula muda de dues bobines produïda per la Eclair American i estrenada el 5 de novembre de 1913, que explica la història d'un noi que després d'anar pel mal camí com a pistoler, decideix reformar-se quan en trobant-se lluitant contra un xèrif apareix la seva mare a visitar-lo. És una pel·lícula protagonitzada per Jack W. Johnston, Julia Stuart i Alec B. Francis i dirigida per Webster Cullison. La pel·lícula és una adaptació del relat d'O. Henry amb el mateix títol.

## Argument
Calliope Martins, fill únic d'una dona viuda, marxa cap a l'oest per intentar fer fortuna. Després de tres anys s'ha convertit en algú dolent, donat a la beguda i al joc i que es dedica a fer de pistoler. Com que la seva mare fa molt de temps que no en sap res, decideix fer la maleta i anar a l'oest en la seva recerca. A la vegada, també el busquen un xèrif d'un comptat veí i el seu ajudant per tal de capturar-lo viu o mort. Quan el localitzen, aconsegueixen acorralar-lo dins de l'estació del tren tot i que ell ha fet presoner al xèrif. Quan mira per la finestra on són els companys del xèrif veu que del tren baixa la seva mare. Avergonyit de que el vegi allà, ell que l'estima el més de tot, i que descobreixi en què s'ha convertit, es posa la insígnia del xèrif quan ella entra. Després d'una sentida abraçada, la dona abandona un moment l'estació, moment que aprofita Calliope per tornar la insígnia i la pistola al xèrif per tal d'entregar-se. El xèrif ha comprès la situació i li diu que mantingui l'estrella fins que la seva mare hagi marxat. Quan surten de l'estació, Calliope fa el jurament d'ajudant del xèrif i, per la seva mare assegura haver-se reformat. La validesa de l'afirmació es veu posteriorment demostrada quan captura uns mexicans que han assaltat un banc.

## Repartiment
- Jack W. Johnston (Calliope Martins)
- Julia Stuart (mare de Calliope)
- Alec B. Francis (el xèrif)
- Will E. Sheerer (ajudant del xèrif)
- H. Holles